# Pseudomacrochenus spinicollis
Pseudomacrochenus spinicollis là một loài bọ cánh cứng trong họ Cerambycidae.